# 岡田信
岡田 信（おかだ まこと（通称：おかだ しん）、1885年（明治18年）3月10日 - 1946年（昭和21年）8月15日）は、日本の大正・昭和期における大蔵省官僚・銀行家。大蔵省官僚としては主に特殊銀行・植民地金融を担当した。滋賀県出身。

## 生涯

### 生い立ち
1885年（明治18年）3月10日、滋賀県野洲郡守山村吉身（現・滋賀県守山市吉身）で誕生。
父は滋賀県議会議長や衆議院議員を務めた岡田逸治郎、母は逸治郎の三番目の妻・義子。八男七女の六男として誕生したが、長男・四男が夭折により対外的には四男と称す。
京都府立一中（現京都府立洛北高等学校・附属中学校）より第四高等学校（1905年（明治38年）7月5日卒業）を経て、1909年（明治42年）7月10日東京帝国大学法科大学政治科を卒業した。

### 大蔵官僚として
大学卒業後、大蔵省専売局書記に任じられ、1909年（明治42年）11月文官高等試験に合格した。以後、専売局長官官房書記兼製造部書記、名古屋専売局書記、熊本専売局事業課長（副参事）兼製造課副参事を歴任する。
なお、1911年（明治44年）12月より1912年（大正元年）11月まで、志願兵として歩兵第38連隊に入営のため専売局を一時休職した。
1916年（大正5年）4月、大蔵省銀行局事務官に転じ、大蔵大臣勝田主計の下で行われた地方銀行への検査を担当した。
1918年（大正7年）12月より翌年6月（実際の帰国は8月）までの間、日本軍のシベリア出兵に際して浦塩派遣軍軍政部付きとして、日本軍占領地およびオムスク政府の財政状態調査ならびに財政確立のための支援を行う。
1919年（大正8年）8月、大蔵省銀行局特別銀行課長（通称：特銀課長）に任じられ、日本銀行を始めとする特殊銀行を担当する。併せて、日本勧業銀行管理官・日本興業銀行管理官・台湾銀行管理官を務める。
特銀課長在任中は、国内ならびに植民地産業育成のため、特殊銀行の資金調達円滑化を目的にした『日本勧業銀行・日本興業銀行・農工銀行・北海道拓殖銀行の資金調達規定改正』や、『金融準備調査会』の設立、植民地金融ならびに産業施設調査を目的にした『拓殖経済調査委員』設立に尽力した。

### 大蔵省退官後

#### 東洋拓殖理事就任
1925年（大正14年）5月25日、大蔵省において特銀課長として台湾銀行や朝鮮銀行を介し植民地金融に関わっていたことから、朝鮮半島を中心に植民事業・産業開発を推進する東洋拓殖（通称：東拓）渡辺勝三郎総裁からの要請を請け、同社理事に就任し、大蔵省を退官した。東拓においては同社が持つ長期資産の整理・社債をはじめとする新たな資金調達の実施を主に担当した。

#### 台湾総督府財務局長就任
1932年（昭和7年）3月15日、台湾総督府財務局長に就任した。
同時期に台湾総督に就任した南弘（内務省出身）は、岡田の第四高等学校・帝国大学法学部政治科の先輩にあたる。岡田が着任した二ヶ月後に五・一五事件が起こり、南弘が逓信大臣に転出、替わりに台湾最後の文官総督である中川健蔵が就任した。
岡田は第一次世界大戦後の不況期にある台湾財政立て直しのため、「財政の自立化」・「産業の工業化推進」を目的として業務を遂行した。1933年（昭和8年）には「所得階級別の租税及び公課負担状況」の調査・1934年（昭和9年）には「土地利用状況」の調査を終え、これらを元に1935年（昭和10年）に地租改正、岡田が財務局長を退任した後の1937年（昭和12年）に租税改定が行われた。また、1935年（昭和10年）を初年度とする台湾産業開発10ヶ年計画においては委員として計画策定に関わった。
因みに、台湾財政における歳入額は1931年（昭和6年）116百万円から1936年（昭和11年）176百万円・1937年（昭和12年）203百万円と、岡田在任前後の6年間で大幅に増加した。

#### 北海道拓殖銀行頭取就任
1936年（昭和11年）2月17日、第六代北海道拓殖銀行頭取に就任した。
岡田頭取時代は戦前の北海道拓殖銀行（通称：北拓）において『非常な飛躍』を遂げた時期と同行内部で称されている。1936年（昭和11年）12月北門銀行、1941年（昭和16年）1月（岡田退任直後）樺太銀行を合併吸収することで銀行としての基盤強化を図ると共に、営業形態は普通銀行としての色彩を強め、不動産金融を縮小し預金による調達と短期貸出を大幅に増大させた。特に軍需産業への偏った貸出が行われていなかったことが、日中戦争から太平洋戦争へ繋がるこの時期において、経営の一番の特色とされる。

#### 満州興業銀行総裁就任
1941年（昭和16年・康徳8年）2月、第二代満州興業銀行（通称：満州興銀）総裁に就任した。
1937年（昭和12年・康徳4年）4月から実施された満州国第一次五カ年計画の結果を受け、第二次五カ年計画実行のために必要な安定した資金供給実現を目的として業務を遂行した。東京支店の機能を拡充し、内地からの資金獲得を含めた調達基盤の多様化を模索する一方、第一次計画期間において行われた野放図な貸出を抑制した。
ソ連対日宣戦布告後
1945年（昭和20年・康徳12年）8月8日、ソ連は日本に対し宣戦を布告。翌9日にはソ連軍による満州進駐が開始した。
8月13日、岡田は満州重工業社長高碕達之助などと私的に集まり、ソ連軍の満州進駐に伴う日本人住民の生命を守るため「治安維持会」を発足をさせた。これを契機として、8月19日に「新京日本人会」が作られ、以降「日本人会」が満州全域に作られていった。8月28日には、13日に集まった岡田・高碕達之助等に加え、満州国総務長官武部六蔵・満鉄総裁山崎元幹・満洲拓殖総裁斎藤弥平太なども加わり協議を行い、全満州在留邦人を救済する機関として「日本人会総会」（各地にある日本人会の代表団体）を結成した。同時に、ソ連軍による拘束の可能性が低い民間人である高碕達之助を代表者とすることを決めた。以後、高碕を中心にソ連軍当局と交渉を行い、「日本人会総会」の承認と満州国財産と重要施設の円滑な譲渡と引き換えに「在留邦人の保護」を交渉。併せて避難民救済に必要な資金確保に努めた。
1946年（昭和21年）4月14日、中国共産党指導下の八路軍（東北民主聯軍）が長春（新京）に入城した。それまで長春はソ連軍統治下にあったが、八路軍がこれに替り同年5月23日国民党軍入城まで続いた。八路軍占領下の長春では「日本人保護の費用として1億円の資金拠出、医師・看護婦の徴用403名（内120名以上が戦後残留となった）、労務の提供」を求められ、撤退に際して645名の日本人が連れ去られ、その中に斎藤弥平太満州拓殖総裁、満洲鉱業開発理事長竹内徳亥と共に岡田の名があった。一説では岡田等は5月14日に連行されたと言う。竹内と岡田はチャムス（桂木斯）に連行され、8月15日に他の満州要人と共に中央広場で民衆裁判にかけられる際、満系要人奪回を企む一団が現れ、大混乱となったため裁判を待たず銃殺されたという。岡田死去の正確な日時は明確でないため、遺族は終戦記念日である8月15日を命日としている。

## エピソード
- 第67回帝国議会衆議院（1935年（昭和10年）2月5日）開会中、控室で台湾総督府財務局長であった岡田信が衆議院議員朴春琴に対し暴言を吐いた上で取っ組み合いとなり、児玉秀雄拓務大臣等の仲裁により、辛うじて殴り合いにならなかったことを雑誌（拓務評論）が紹介し、岡田を「王様気取り」と批判[20]していた。事後岡田は、台湾総督府総務長官である平塚廣義や家族に対し、「事の発端は朴議員が『同じ日本人なのに日本人・朝鮮人・台湾人と言うのはおかしい」「日本でも、朝鮮・台湾でも同じ幣制で行うべき」などの発言[21]を議会でしたことだ。台湾での地方自治導入で揉めている時に、余計な引き合いに台湾を出したことに抗議を行ったに過ぎない。」と話をした。因みに、ある程度の自治を認めるべく考えていた台湾総督府中川総督以下に対し、「弱腰」などの批判[22][23]が内地の一部より根強くあった。なお、台湾地方自治制度は昭和10年4月1日公布された[24]。
- 台湾銀行（通称：台銀）島田茂頭取が帝人事件で逮捕され、後任頭取の最有力候補として岡田信の名前があがっていたが、大蔵官僚への天下り批判の中で台銀岡田頭取誕生は立ち消えとなった[25]。
- 岡田信の北海道拓殖銀行頭取就任は、同行歴代頭取が大蔵省出身者により占められ、かつ前任頭取に対する不満が行内で大きな問題になっていた時に行われた。頭取と共に大蔵省出身常務が退任し、替わりに北拓出身行員が常務と取締役に夫々昇格することで、岡田の頭取就任が実現した[26]。なお、過去にも北拓では時の頭取に対する不満から天下り頭取を巡る争いがあり、当時大蔵省の特別銀行課長であった岡田自ら株主総会に出席し、頭取を含む全役員罷免という強硬手段を用いるとともに勧業銀行理事であった加藤敬三郎を頭取に指名して騒動を鎮静化させたことがあった[27]。
- 岡田信は満州興業銀行総裁就任前に親友である衆議院議員小笠原三九郎に、満州興銀総裁職を受けるべきかとの相談を行った。小笠原からは「これからの日本は満州如何だ‥、俺ならば受ける」との話を受け、満州へと旅立った。後日岡田の死を知った小笠原は「剛直・恬淡・親切で人情に篤く進んで他人の難を救う人であったため、満州で敵の弾丸に倒れることとなったのではないか」と語った[28]。
- 岡田信は満州興業銀行総裁時代、多くの満州要人と共に李香蘭ファンクラブである「李香蘭を守る会」に入会していた。同会には、星野直樹総務長官、岸信介総務庁次長、満州重工業社長高碕達之助、満州重工業開発総裁鮎川義介（日産コンツェルン創始者）なども名を連らねている[29]。
- 岡田信は、満州における産業金融界の大立者として満州の大久保彦左衛門的存在と満州国内では言われていた。当時の雑誌には岡田のことを「岡田信の表面的性格を見て或る者は、彼は誠にやかましやで困ると言うが、それは彼の一面のみを見ての批評と言えよう。彼は事実やかましやには違いはないが、さりながら単なるやかましやではない。彼は無遠慮に文句を言っても、一方に於いて「腹の底から付き合ってお互いにキンタマを握り合って、大いに問答してやろうじゃないか」と言った調子で、文句を言う中にも単に上滑りではなく、心底から肝胆相照らし議論したいと言う真剣な一面を見逃してはならない。」と紹介している[30]。
- 終戦直後、従業員へ渡す資金として満州映画協会理事長甘粕正彦が岡田信に対し二百万円の借入を申し込んだ。この時甘粕が書いた借入依頼状に「二百万円貸して下さい。貸さないと死んでから化けて出ます。八月十八日 甘粕正彦」[31]。と記載されており（甘粕が自殺直前に書いた3通の遺書の一つ）、これを見た岡田は「甘粕が化けて出られては、後々人に迷惑が掛かる」として百万円の貸出を行ったと日本人会総会の高碕等に伝えた。

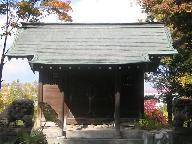
菜洗神社

- 岡田信の死去後、千葉県市川市の自宅に放置されていた木造の祠を、札幌市豊平区にある北海道農業専門学校八紘学園園長が譲り受け、同園隣地に移設。現在は「菜洗神社」として紹介されている[32]。

## 著作
- 「銃後の護り」（北海道拓殖銀行出版、1938年（昭和13年））

## 友人
- 第四高等学校・帝国大学法学校政治科の学友としては、海軍主計中将で石川島造船社長を務めた荒木彦弼、高知県知事・栃木県知事・鳥取県知事を歴任した後浜松市長となった藤岡兵一等がいる。
- また、帝国大学法学校政治科の学友として戦後日本国有鉄道総裁になった十河信二がいる。
- 1909年（明治42年）の大蔵省同期入省者として戦後中央大学教授や千葉商科大学教授、報知新聞論説委員を務めた経済学者青木得三がいる。
- 小笠原三九郎衆議院議員、農林大臣・大蔵大臣等を歴任した。岡田が台湾銀行に検査に入った際の対応者、その時の激しい議論を機にお互いを信じられる友とした。

## 家族
- 妻：のぶ（1897年－ 1971年）静岡県、馬場惣左衛門長女
- 父：岡田逸治郎（1839年－1909年）明治維新後滋賀県県会議長・衆議院議員を務める。
- 母：岡田義子（1856年－1942年）京都坂上氏

- 兄：岡田国太郎（1860年－1945年）逸治郎二男（長男夭折のため家督を継ぐ）。東京帝国大学医学部卒医学博士、軍医・細菌学者。
- 兄：中野善次郎（1866年－1944年）逸治郎三男。草津中野家の養子となる。滋賀県議会議員・草津町長を務める。
- 兄：岡田吉相（1883年－1952年）逸治郎五男。医師（京都東松原にて開業）。
- 弟：岡田満（1886年－1962年）逸治郎七男。歯科医師、慶應義塾大学医学部歯学科教授。
- 弟：岡田渡（1892年-1970年）